# Paillon
Paillon (oks. dialekt nicejski: Palhon, Paioun, wł.: Palhoun, Paglione) – rzeka we Francji, przepływająca przez departament Alpy Nadmorskie, uchodząca do Morza Śródziemnego w Nicei. Dopływy: Paillon de Contes, Paillon de Levens, Paillon de l’Escarène, Paillon de Laguet i Banquière.

## Charakterystyka
Paillon to typowa śródziemnomorska rzeka o niskim poziomie wody przez prawie cały rok i gwałtownych powodziach w okresie jesiennym, a czasem wiosną, o przepływie sięgającym 500 m3/s raz na dekadę, a 1000 m3/s przy powodziach stulecia. Źródło ma w Alpach Nadmorskich, pod górą Auri na północ od miejscowości Lucéram. Płynie z reguły na południe, przepływając przez L’Escarène, Blausasc, Peillon, Peille, Cantaron, Drap (gdzie wpływa do niej Paillon de Contes), La Trinité i Niceę, w której ostatnie kilka kilometrów została etapami w latach 1868-1972 przeprowadzona pod powierzchnią miasta i uchodzi do morza przy Promenadzie Anglików. Długość rzeki wynosi 36,3 km. Region doliny rzek Paillon i Paillon de Contes to Pays des Paillons. Rzeka jest wspomniana w hymnie Nicei Nissa la Bella. Nad podziemnym korytem rzeki obecnie znajduje się wypełniona zielenią i fontannami Promenada Paillon oraz główny plac Nicei – Plac Massena.

## Nazwa
Nazwa Paillon (pierwotnie Palhon, Paion) odnosi się do [strumienia] spadającego z wysokości, wodospadu. Rdzeń palh oznacza w języku oksytańskim wzniesienie i znajduje się też w nazwach okolicznych miejscowości Peille i Peillon. Nawiązuje ona do gwałtownych i niespodziewanych powodzi jakie nawiedzały przez wieki zwłaszcza Niceę do czasu przeprowadzenia rzeki pod miastem. Podczas jednej z nich, w 1925 roku do rzeki obsunęła się przybrzeżna skarpa z kaplicą w miejscu męczeństwa św. Poncjusza z Cimiez.

## Galeria fotografii

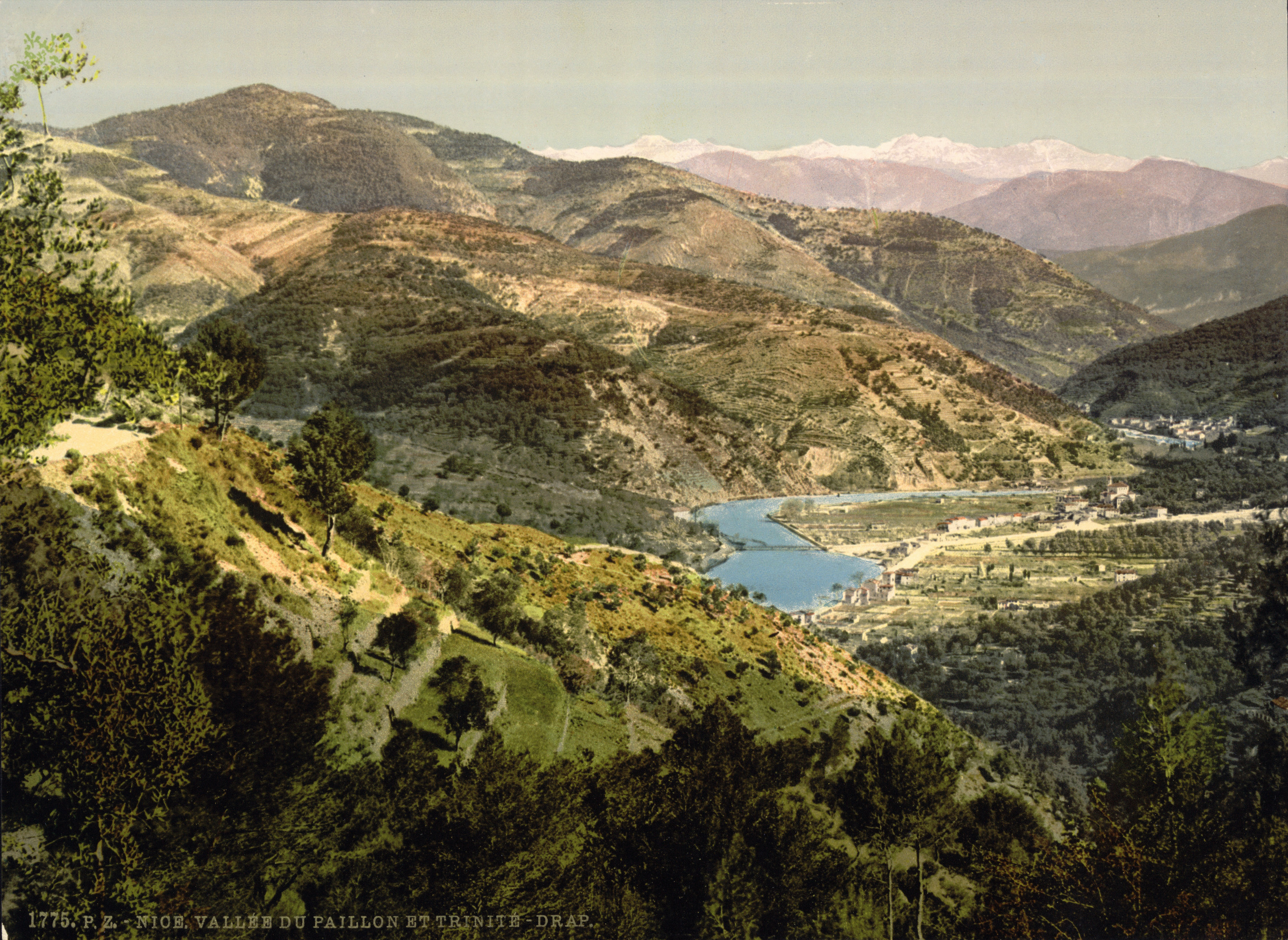
Dolina Paillon w Alpach Nadmorskich
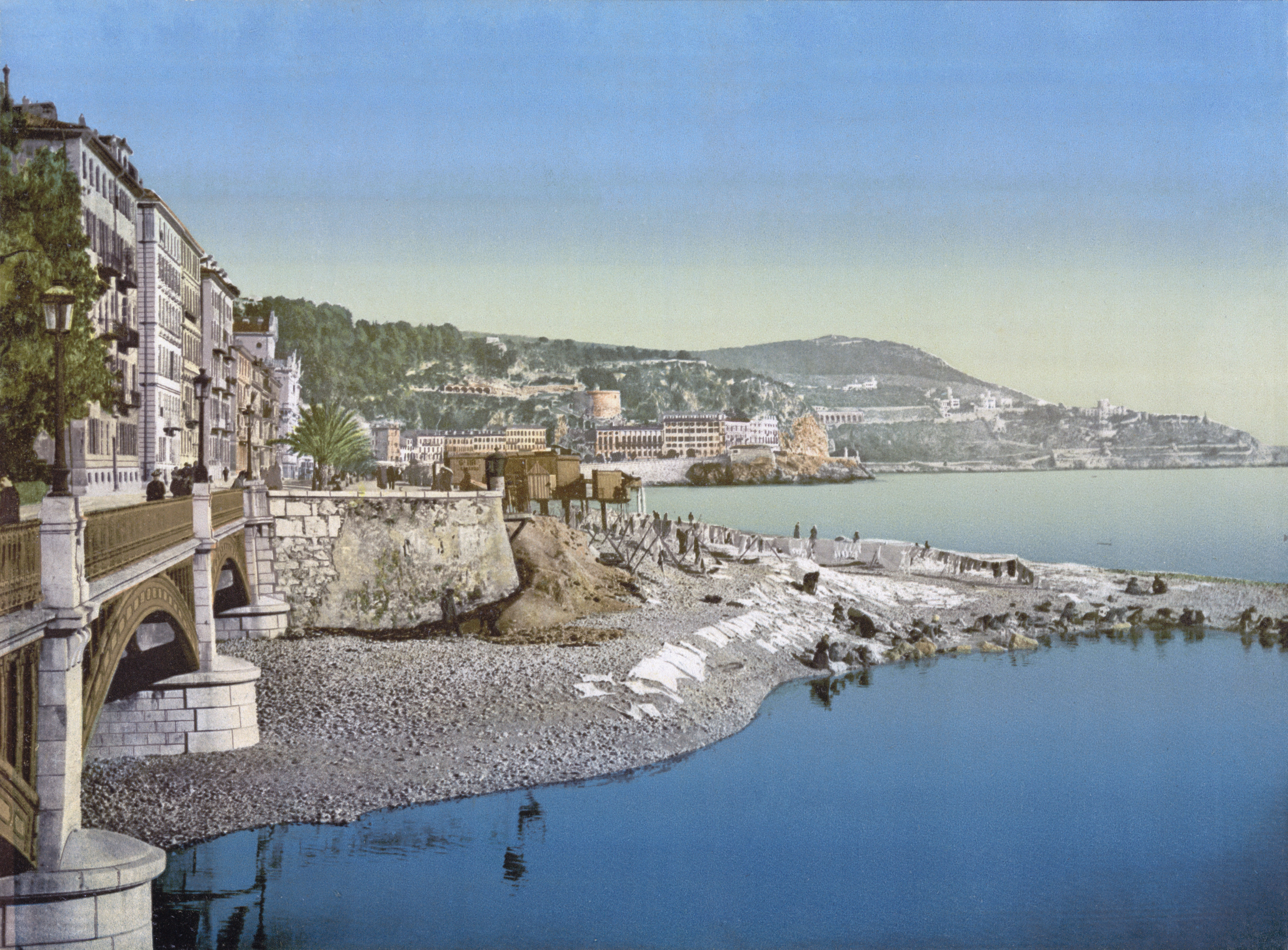
Ujście do morza pod Promenadą Anglików
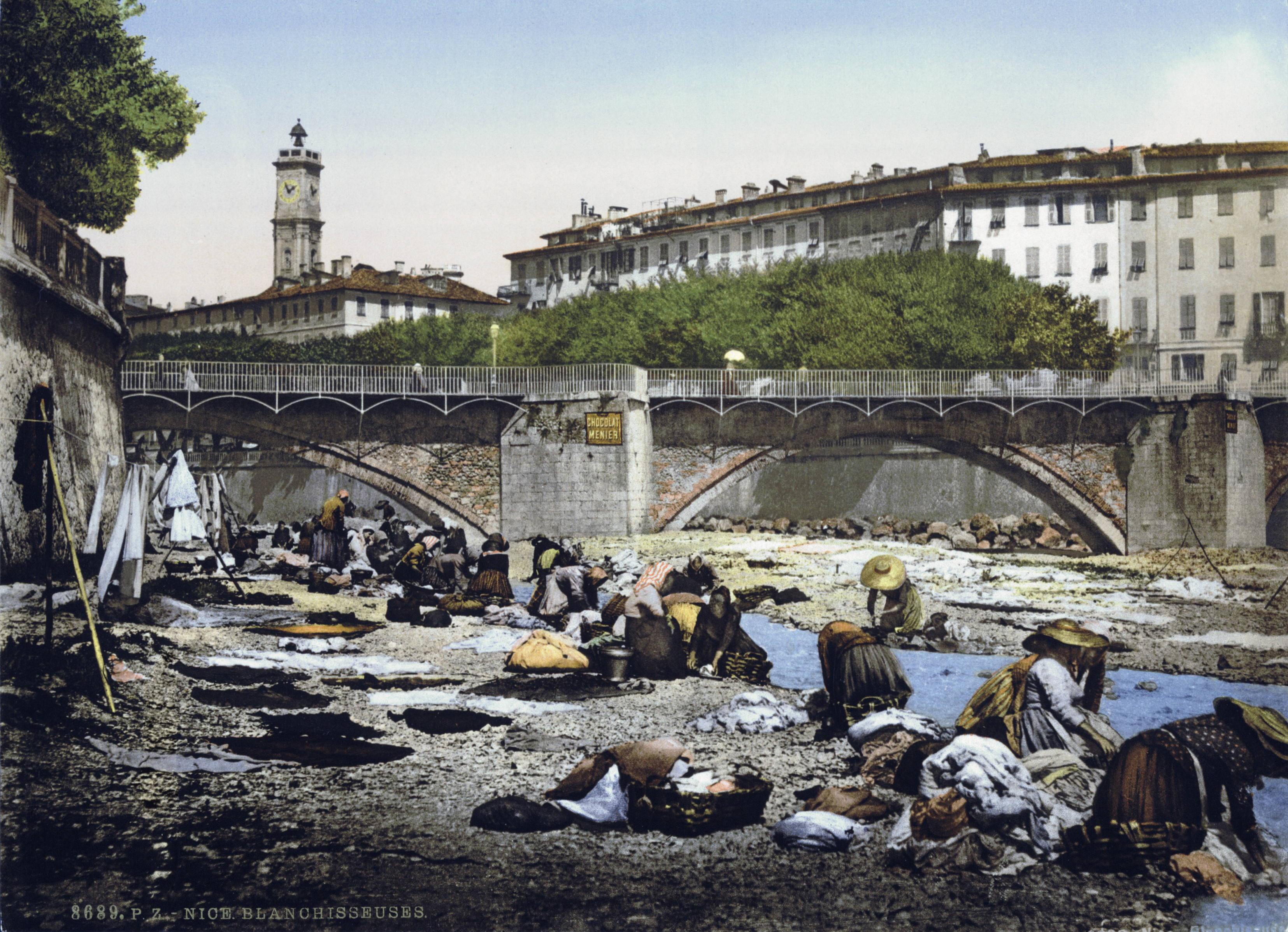
Praczki nad Paillon w Nicei ok. 1900
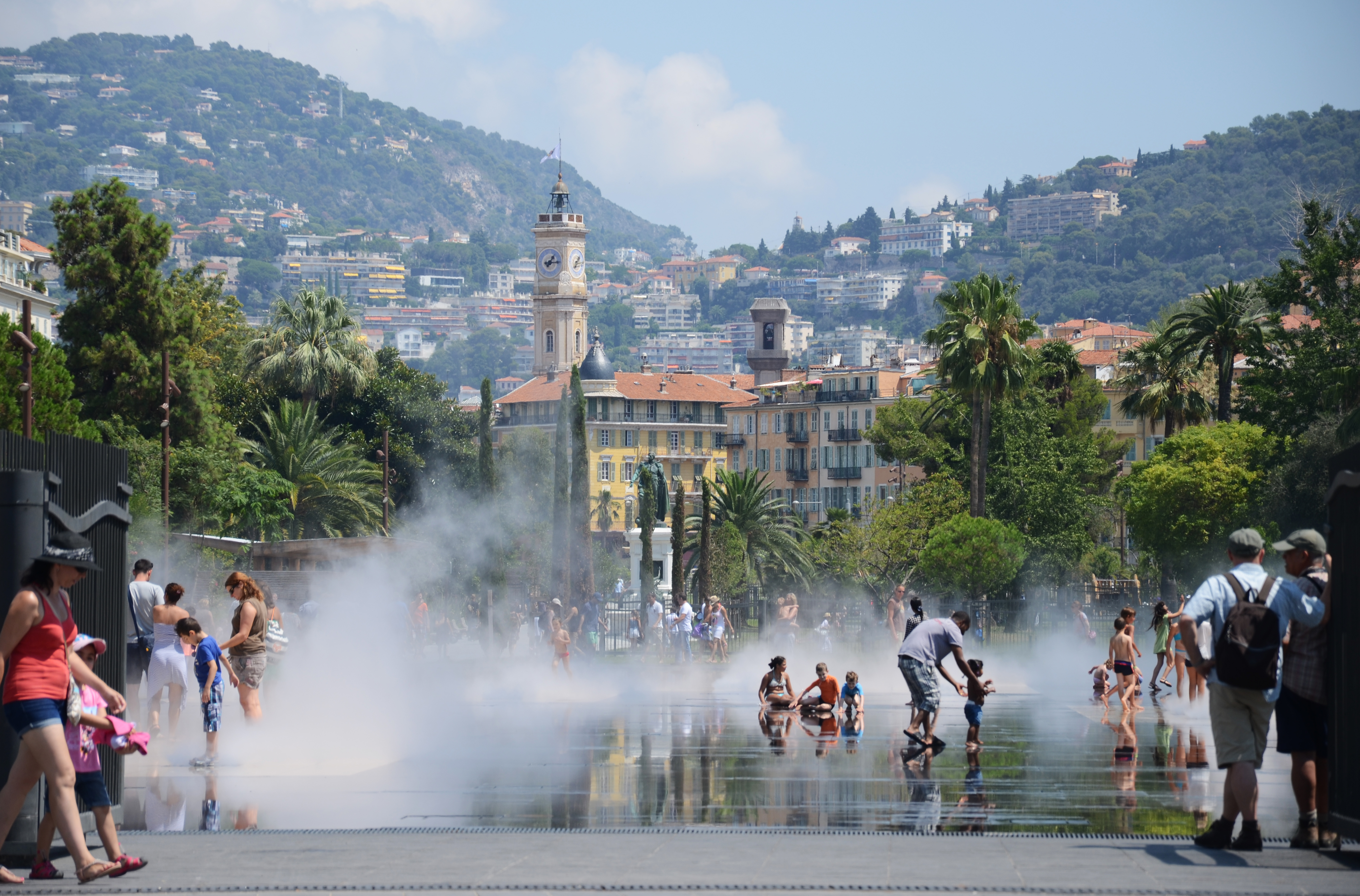
Promenada Paillon w Nicei w 2014